# Королівське Батавське товариство мистецтв і наук

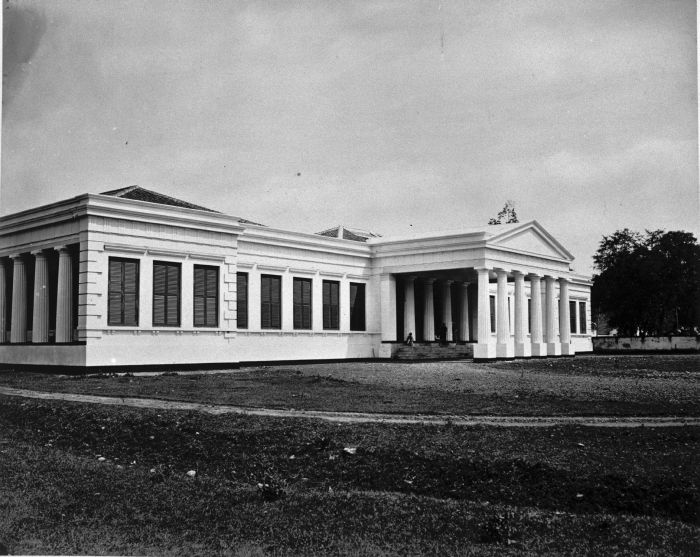
Музей Королівського Батавського товариства мистецтв і наук. Зараз Національний музей Індонезії

Королівське Батавське товариство мистецтв і наук (нід. Bataviaasch Genotschap van Kunsten en Wetenschappen, 1778-1962) — голландське наукове товариство в Батавії (нині Джакарта, Індонезія).
Товариство зробило великий внесок в дослідження археології, літератури. історії, етнографії та мов Індонезії. Видавало журнал Tijdschrift voor Indische Taal-, Land- en Volkenkunde (з нід.Журнал з індійського мовознавства та етнографії).
Товариство було засноване в 1778 році Якобом Корнелісом Матьє Раденмахером. Великий внесок зробив також Стемфорд Рафлз- губернатор часів британського панування. В 1910 році товариство отримало статус королівського.
При товаристві функціонував музей (нині Національний музей Індонезії) і бібліотека (нині Національна бібліотека Індонезії).
Товариство створило Богорський ботанічний сад і Богорський зоологічний музей. Завдяки товариству Богор став центром біологічної науки.
В 1950 році товариство було перетворено в Інститут індонезійської культури. В 1962 році він був розформований.